# Chambre de commerce et d'industrie Rouen Métropole
La chambre de commerce et d'industrie Rouen Métropole est l'une des cinq chambres de commerce et d'industrie de la région Normandie, créées le 1er janvier 2016 par le décret 2015-1642 du 11 décembre 2015.
Elle fait partie de la chambre de commerce et d'industrie de région Normandie.
Depuis 2018, elle a son siège dans la tour Vauban à Rouen.

## Direction
| Identité             | Période       | Période       | Durée |
| Identité             | Début         | Fin           | Durée |
| -------------------- | ------------- | ------------- | ----- |
| Dominique Bécard (d) | 2013          | décembre 2018 | 5 ans |
| Frédéric Cousin (d)  | décembre 2018 |               |       |

## Pour approfondir